# 変化記号
変化記号（へんかきごう）とは、西洋音楽の楽譜記譜にあたって、音符の音を半音単位で高くしたり低くしたりするための記号である。
変化記号は、調号として用いられる場合と、臨時記号として用いられる場合がある。ただし、調号の場合は、一般的に用いられるのはシャープとフラットのみであり、調号としてのナチュラルは曲の途中で転調する場合に調号が減ったりなくなったりする場合に用いられることがあるが、ダブルシャープやダブルフラットが調号として用いられることはほとんどない（調号#ダブルシャープやダブルフラットを用いる調号も参照）。

## 種類
| 記述例         | 名称                        | 効力 | 備考                           |
| -------------- | --------------------------- | --- | ------------------------------ |
| シャープ       | シャープ （嬰記号）         | 音を半音高める。 | DTMではしばしば#で代用される。 |
| フラット       | フラット （変記号）         | 音を半音低める。 | DTMではしばしばbで代用される。 |
| ダブルシャープ | ダブルシャープ （重嬰記号） | シャープで半音上げた音をさらに半音上げる。                                                                                        |                                |
| ダブルフラット | ダブルフラット （重変記号） | フラットで半音下げた音をさらに半音下げる。                                                                                        |                                |
| ナチュラル     | ナチュラル （本位記号）     | 変化記号で変えられた音を元来の高さに戻す（やを戻す場合でも2つ並べて書く必要はない）。厳密には、ナチュラルは変化記号に含まれない。 |                                |

### 文字コード
この中で、ダブルフラットより下のものは、微分音のためのものである。
| 記号 | Unicode | JIS X 0213 | 文字参照            | 名称                                       |
| ---- | ------- | ---------- | ------------------- | ------------------------------------------ |
| ♭    | U+266D  | 1-2-85     | &#x266D; &#9837;    | フラット music flat sign                   |
| ♮    | U+266E  | 1-2-90     | &#x266E; &#9838;    | ナチュラル music natural sign              |
| ♯    | U+266F  | 1-2-84     | &#x266F; &#9839;    | シャープ music sharp sign                  |
| 𝄪    | U+1D12A | -          | &#x1D12A; &#119082; | ダブルシャープ musical symbol double sharp |
| 𝄫    | U+1D12B | -          | &#x1D12B; &#119083; | ダブルフラット musical symbol double flat  |
| 𝄬    | U+1D12C | -          | &#x1D12C; &#119084; | musical symbol flat up                     |
| 𝄭    | U+1D12D | -          | &#x1D12D; &#119085; | musical symbol flat down                   |
| 𝄮    | U+1D12E | -          | &#x1D12E; &#119086; | musical symbol natural up                  |
| 𝄯    | U+1D12F | -          | &#x1D12F; &#119087; | musical symbol natural down                |
| 𝄰    | U+1D130 | -          | &#x1D130; &#119088; | musical symbol sharp up                    |
| 𝄱    | U+1D131 | -          | &#x1D131; &#119089; | musical symbol sharp down                  |
| 𝄲    | U+1D132 | -          | &#x1D132; &#119090; | musical symbol quarter tone sharp          |
| 𝄳    | U+1D133 | -          | &#x1D133; &#119091; | musical symbol quarter tone flat           |

## 効力
調号の効力は、オクターブにかかわらず、その五線の同じ音名のすべての音に及ぶが、臨時記号においては、その効力は全く同じ音に限られ、異なるオクターブの音には効力が及ばない。ただし、タイで結ばれた次の音（小節線をまたいだ先にある音を含む）には、効力が及ぶ。
同一小節内において、ダブルシャープ（ダブルフラット）によって全音高められた（低められた）音の後でシャープ（フラット）で半音高められた（低められた）音を使う場合、古くは「♮♯/♯♮（♮♭/♭♮）」のように書かれていたが、現在では「♯（♭）」のように変化記号を1つだけ書くのが通例である。
調号と臨時記号が競合する場合は、臨時記号の効力を優先的に解釈し、調号を無効とする。

## 記号の由来
かつて、西洋音楽の音階に
A B C D E F G
という音で構成される音階が存在したが、このうち、とくにB音は場合によって少し低めの音をとる場合があった。はじめ両者の区別は感覚的なものだったが、しだいに両者を厳密に区別する必要に迫られたため、高いほうのB音を「角ばったb」、低いほうのB音を「丸まったb」で表現する方法が考え出された。これがさらに発展して、「角ばったb」は♯や♮へと形を変え、また「丸まったb」は♭へと形を変えた。これが記号の由来である。
また、ドイツ系で、ロ音をH、変ロ音をBと表現するのも、同じく「角ばったb」と「丸まったb」に由来するものと考えられている。